# Perpianho

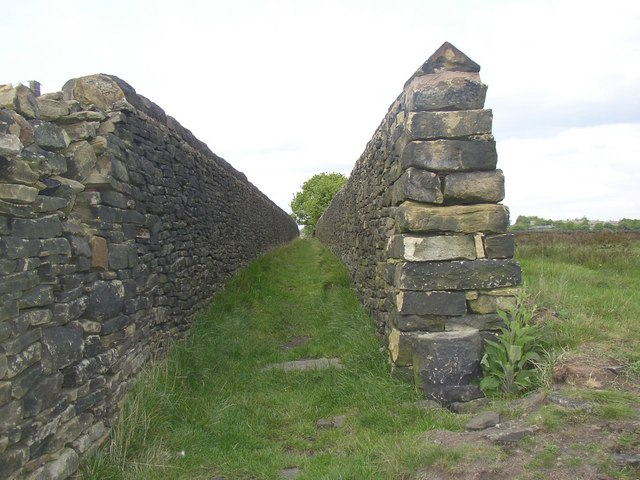
As pedras de ligação que se observam na extremidade da parede direita estendem-se a toda a largura desta parede alta, danificada e de pedra seca

O perpianho é um tipo de cantaria que tem toda a largura da parede em que entra (atravessa uma parede dum lado a outro) e é aparelhada nas quatro faces.
Pedra aparelhada disposta em alvenaria de modo que atravesse toda a espessura da parede ou muro. A parede formada por essas pedras é chamada parede de perpianho.
Na alvenaria, é tijolo assentado de modo que o seu comprimento forme a espessura da parede.